# Pertinax de Bizancio
Pertinax fue obispo de Bizancio durante 19 años (169-187).
La información sobre su vida se extrae principalmente de las obras de Doroteo de Tiro, según el cual era originalmente un alto oficial del Imperio Romano con sede en Tracia. Cuando contrajo una enfermedad, y escuchó los rumores de milagros que ocurrían entre los partidarios de una nueva religión (el cristianismo) buscó el consejo del Obispo Alípio de Bizancio. Cuando se curó de su enfermedad, Pertinax supuso que había sido el resultado de las oraciones del Obispo, y se convirtió al cristianismo. Poco después, fue ordenado sacerdote por Alípio, y le sucedió como obispo después de su muerte.